# Aeropuerto de La Güera
El Aeropuerto de La Güera fue un aeródromo situado en La Güera, en el Sahara Occidental, considerado por el Reino de Marruecos como parte de la región de Dajla-Río de Oro.
La pista de arena en dirección norte -sur de 1.506 metros ( 4.941 pies) al este de La Güera era visible en imágenes históricas de servicios como Google Earth en 2005, pero son indistinguibles en imágenes de satélite actuales.